# 穆杰塔巴·宗努尔
穆杰塔巴·宗努尔（波斯語：‎；1963年—），伊朗什叶派神职人员、保守派政治家，自2016年7月28日起代表库姆出席伊朗议会。他于2020年2月27日宣布自己SARS-CoV-2呈阳性。

## 政治角色
宗努尔曾任伊斯兰革命卫队最高领袖的副代表， 亦曾任伊斯兰议会国家安全与外交政策委员会核小组委员会主席至2019年。

## 选举史
| 年份 | 选举类型 | 得票数    | 得票占比（%） | 排名 | 注   |
| ---- | -------- | --------- | ------------- | ---- | ---- |
| 2012 | 议会     | 134,945   | 32.52         | 4    | 败选 |
| 2016 | 议会     | ▲ 168,397 | ▲ 35.48       | 3    | 胜选 |

## 个人生活
2020年2月27日，在2019-20年冠状病毒疫情蔓延到伊朗之后，宗努尔称他已感染SARS-CoV-2。他呼吁伊朗人保持冷静。

### 引用
1. ↑  . Financial Tribune. 28 July 2016  [28 July 2016]. （原始内容存档于2016-08-22）.
2. 1 2  Nur Duz, Zehra. . Anadolu Agency. 2020-02-27  [2020-02-28]. （原始内容存档于2020-02-27）.
3. 1 2  . 参考消息. 2020-02-27  [2020-03-04]. （原始内容存档于2020-03-04）.
4. ↑  . Fars News Agency. 1 March 2013  [15 April 2016].[永久]
5. ↑  . Times of Israel. April 16, 2018. （原始内容存档于April 28, 2018）. Zonnour is the chairman of the Iranian parliament’s Nuclear Committee.
6. ↑  . Mehr News Agency. 25 February 2012  [March 10, 2016]. （原始内容存档于2020-01-04） （波斯语）.
7. ↑   (PDF). Qom Governance. 28 February 2016  [15 April 2016]. （原始内容存档 (PDF)于2016-06-21） （波斯语）.